# Марин (син цара Ираклија I)
Мартин ( грч . Μαρτινος ) или Марин је био цезар Византијског царства од 638 – септембар/октобар 641. Мартин је био син цара Ираклија I и царице Мартине . Под Ираклијем, Мартин је уздигнут у ранг цезара у  638. године. Цар Ираклије I је оставио Византијско царство двојици Мартинове браће, Константину III и Ираклони ; Цар Константин III је убрзо умро од туберкулозе, иако су неки од његових присталица тврдили да га је отровала царица Мартина. Један такав присталица, генерал Валентин, повео је трупе у Халкедон како би приморао царицу Мартину да за савладара постави Констанса II, сина цара Константина III. Валентин је заузео Константинопољ, септембар/октобар 641, и свргнуо царицу Мартину, цара Ираклону и цезара Мартина, и одсекао је Мартину нос и кастрирао ', пре него што га је протерао на Родос .

## Историја
Мартинови родитељи су византијски цара Ираклија I и царица Мартина, датум рођења је непознат. Мартин је проглашен за нобилисима у време владавине свога оца цара Ираклија I, док је старији брат Давид Тиберије уздигнут у ранг цезара цезара 4. јула 638.   Према византијском историчару Нићифору Грегори, Мартин је такође постао цезар истог дана, међутим каснији историчар и цар Константин VII помиње само Тиберија.   Делимично сачувано писмо на папирусу познато као СБ ВИ 8986 и ЦПР XXIII 35, показује да је Мартин дефинитивно проглашен за цезара у неком тренутку између 639. и 640. године, иако се о тачном датуму расправља: немачки папиролог који је рестаурирао СБ ВИ 8986, Fritz Mitthof, и византијски историчар Николас Гонис заговарају распон датума између октобра 639. и септембра 640.   док византијски научник Константин Закерман заговара распон између 4. јануара 639. и 8. новембра 639. 
Према Јовану из Никијуа, Мартин и његов брат Давид су били умешани у протеривање патријарха Пира из Константинопоља ( в. 638–641 ) у Афрички егзархат . Ово се може посматрати као реакција на Пира који је заобишао Давида и Мартина након Ираклијеве смрти. Међутим, два принца су у то време била сувише млада да би узели активну улогу у било каквом прогонству, а извештај Јована Никијуа је толико контрадикторан да се из њега не могу извући сигурни закључци.  

### Владавина царева Константина III и Ираклија II
Када је цар Ираклије I умро 11. фебруара 641. године, он је у свом тестаменту изјавио да ће Константин III и Ираклона заједно владати царством под намесништвом царице Мартине. Византијски сенат је прихватио Константина III и Ираклону за савладаре, али је царицу Мартину одбио као да прихвати као трећег члана владарског колегијума - намесницу.    Дана 20/24. априла или 26. маја 641. године, цар Константин III је умро од узнапредовалог случаја туберкулозе, иако су неке Константинове присталице тврдиле да га је царица Мартина отровала, остављајући Ираклону као јединог владара под намесништвом царице Мартине.    У августу 641. године, Валентин, генерал који је био лојалан цару Константину III пре његове смрти, повео је своје трупе у Халкидон да би приморао царицу Мартину да уздигне Констанса II цара - савладара. У граду се подигла руља, захтевајући да патријарх Пир крунише Констанса II за цара,    и потом абдицира, да би га заменио његов управник Павле II ( в. 641–653 ), који ће доћи да га замени на месту патријарха под Констансом II. Мартина, сада у заиста очајној ситуацији, понудила је војсци додатне донације, опозвала утицајног Валентиновог заштитника, Филагрија, из његовог изгнанства у Африци, и понудила Валентину титулу заповедника екскубитора .  

### Валентинова буна и Мартинова смрт
Крајем септембра/октобра, царица Мартина је уздигла Констанса за цара - савладара, али је уз њих уздигла ' Ираклоновог брата Тиберија за цара - савладара.  Упркос овим понудама, Валентин је убрзо након тога ушао у град, свргнуо цара Ираклону и царицу Мартину, а затим уздигао Констанса за цара.   Јован од Никијуа каже да су цар Ираклона, царица Мартина, цар Тиберије и цезар Мартин били „испраћени безобразлуком“, након чега је Валентин одсекао нос цезару Мартину, и потом протерао их на Родос, где су остали до смрти.    Други син, Теодосије, није претрпео никакву казну јер је био глувонем,  и стога није био у позицији да угрози престо. 